# Anisodes ferruginata
Anisodes ferruginata là một loài bướm đêm trong họ Geometridae.